# Finsterbergen
Finsterbergen é uma vila e antigo município da Alemanha localizado no distrito de Gota, estado da Turíngia.  Pertence ao verwaltungsgemeinschaft de Reinhardsbrunn. Desde 1 de dezembro de 2007 é parte do município de Friedrichroda.